# État rentier
En science politique et en théorie des relations internationales, un État rentier est un État qui tire la majeure partie, voire la totalité, de son revenu national d'une rente provenant de ressources indigènes vendues à des clients externes. Cette théorie a été formulée par Hossein Mahdavy en 1970. C'est aussi dans cet article que fut, pour la première fois, introduit le concept de external rent (« rente externe »).

## Usage
Le terme d'État rentier est utilisé depuis le xxe siècle. Il est le plus souvent appliqué aux États riches en ressources naturelles telles que le pétrole, mais cela concerne aussi les États possédant des instruments financiers tels que des réserves de change.  Il peut aussi concerner les nations qui monnaient leur position stratégique, par exemple en abritant une importante base militaire d'un pays étranger.
Dépendant de la rente comme source de revenus, les États rentiers peuvent générer des rentes extérieures en manipulant l'environnement politique et économique mondial. Cela peut prendre la forme de l'instauration de monopoles, de l'utilisation de restrictions commerciales ainsi que la sollicitation de subventions ou d'aides en échange d'une influence politique ou, à l'inverse, la sollicitation de prêts en échange de la monnaie de réserve.

## Définition formelle
Hazem el-Beblawi et Giacomo Luciani proposent quatre caractéristiques pour définir un État rentier :
- la prédominance d'une rente de situation ;
- une économie massivement fondée sur des revenus venant de clients étrangers, ce qui ne nécessite donc pas un secteur productif national fort ;
- seule une petite partie de la population active est impliquée dans la génération de la rente ;
- et, le plus important, le gouvernement est le principal bénéficiaire de la rente externe[2].

## Exemples
L'émergence de nouveaux États pétroliers et leur importance croissante dans le commerce international durant les années 1970 a entraîné un regain d'intérêt dans la réflexion sur les économies de rente. Les exemples comprennent les producteurs de pétrole du Moyen-Orient, Arabie saoudite, Émirats arabes unis, Irak, Iran, Koweït et Qatar ainsi que le Vénézuela et la Libye, tous membres de l'Organisation des pays exportateurs de pétrole (OPEP),.
La théorie de l'État rentier a été, parmi plusieurs autres, une avancée dans la tentative d'expliquer la prédominance de régimes autoritaires au Moyen-Orient et le manque de démocratie dans la région. Alors que de nombreux pays exportent leurs ressources ou dépendent de l'extérieur pour leur développement économique, les États rentiers se caractérisent par la faible part de revenus provenant de la fiscalité intérieure, l'exploitation de leurs ressources ne les oblige en effet pas à taxer leurs citoyens. Selon Douglas Yates, le comportement économique d'un État rentier « incarne une rupture dans la relation travail-récompense […] pour le rentier, le revenu et la richesse ne résultent pas du travail accompli, mais relèvent de la chance ou de la circonstance. »
Hazem Beblawi et Giacomo Luciani ont avancé que cela pouvait créer une « mentalité de rentier » tandis que le spécialiste en science politique Fareed Zakaria postulait que de tels États ne se développent pas sur le plan politique car, en l'absence d'impôts, les citoyens sont moins incités à faire pression sur le gouvernement pour qu'il soit plus réceptif à leurs besoins. Au lieu de cela, le gouvernement accorde des « pots-de-vin » à ses citoyens via de vastes programmes d'aide sociale, devenant un « État répartiteur » ou « distributif ». Le budget de l'État, en effet, est un peu plus qu'un programme de dépenses.
Les gouvernements qui tirent une part significative de leurs revenus de sources qui ne sont pas soumises aux lois du marché ne sont pas obligés d'appliquer les lois du libre échange pour créer un environnement conduisant au développement économique. Le pétrole fait l'objet d'une telle demande qu'il ne nécessite pas l'adhésion aux principes de la libre concurrence et de la liberté économique, principes fondés sur la primauté du droit, la sécurité, un système judiciaire et des droits de propriété équitables et transparents ; ces principes n'ont donc pas besoin d'être mis en place. Comme conséquence, la liberté politique ne se développe pas et les efforts visant à la démocratisation sont compromis[source insuffisante].
En outre, le contrôle de la rente étant aux mains des autorités, ces dernières peuvent utiliser alternativement la coercition et la cooptation, tandis que la distinction entre l'intérêt collectif et les intérêts privés devient de plus en plus floue. Il y a ainsi, selon Noah Feldman, « une absence de connexion fiscale entre le gouvernement et le peuple. Le gouvernement doit seulement garder sa population sous contrôle, de manière qu'elle ne le renverse pas afin de commencer à recueillir elle-même la rente pétrolière,. »

## Conséquences
En conséquence, dans ces riches États rentiers, il y a un défi à tenter de développer la société civile et la démocratisation. Beblawi et Luciani concluent que la nature des États rentiers est une explication à la présence de régimes autoritaires dans les pays riches en ressources naturelles.
Les mêmes auteurs identifient plusieurs autres caractéristiques généralement associées aux États rentiers pétroliers. Par exemple, lorsque le gouvernement est le premier et l’ultime employeur, la bureaucratie est souvent pléthorique et inefficace, les bureaucrates formant une classe sociale de rentiers à l'intérieur de la société civile. Par ailleurs, les lois locales rendent souvent impossible que des entreprises étrangères puissent opérer de manière indépendante. Cela conduit à une situation où la citoyenneté devient un actif financier. Pour exercer, les entreprises étrangères emploient un « sponsor local » (kafil), qui autorise l'entreprise à commercer en son nom en échange d'une partie du produit, ce qui est une autre forme de rente. La rente pétrolière entraîne l'existence de rentes secondaires, généralement la spéculation en bourse ou sur le marché immobilier.
Le caractère hautement stratégique du pétrole a conduit à une situation où les États non pétroliers ont commencé à se comporter comme des États rentiers. Cela est valable pour l'ensemble de la région moyen-orientale, quelques États étant en mesure d'exploiter la rente due à leur position stratégique, par exemple en tant que site d'accueil pour des bases militaires. Plus significativement, les relations inter-États ont été affectées par le fait que les États pétroliers, pour essayer d'assurer la stabilité et la tranquillité afin de continuer à bénéficier de leur rente, ont acheté l'allégeance des pays voisins, partageant quelque peu la rente pétrolière. Beblawi et Luciani mettent en exergue le cas de l'Égypte, qui a reçu une aide financière de ses riches voisins pétroliers, laquelle a diminué substantiellement après les accords de Camp David (1979), l'argent allant alors vers l'Irak, la Syrie et l'OLP, considérés comme plus fiables.
Fait important, les chercheurs ont lié la théorie de l'État rentier au processus de privation des droits civiques et, aussi, à la radicalisation, postulant que la rupture de la relation entre l'État et le citoyen peut finalement favoriser une radicalisation pour des motifs non économiques. Cela est particulièrement important, étant donné le positionnement géographique des États rentiers d'aujourd'hui.